# ベルン-レッチュベルク-シンプロン鉄道Re425形電気機関車

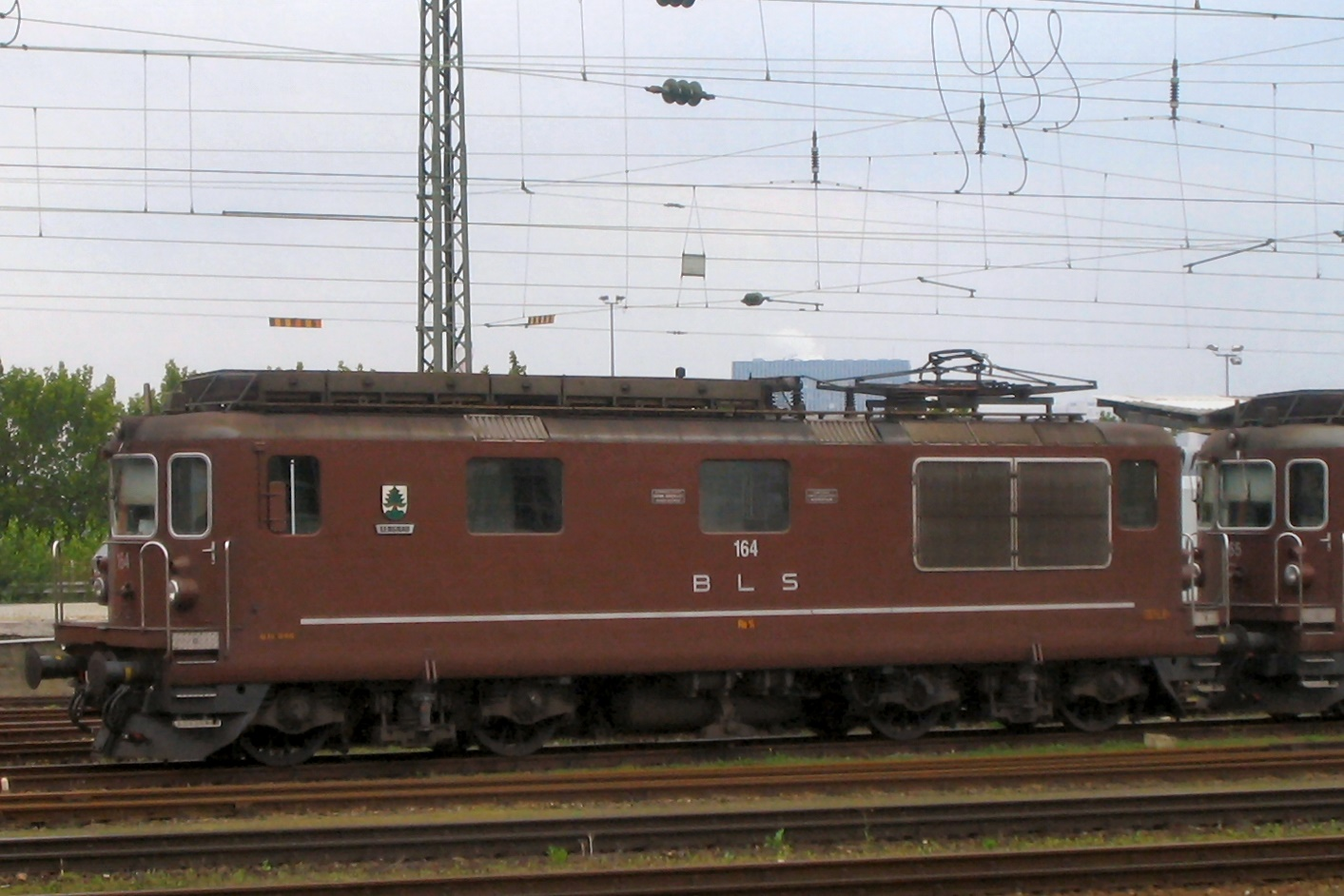
Re425 164号機

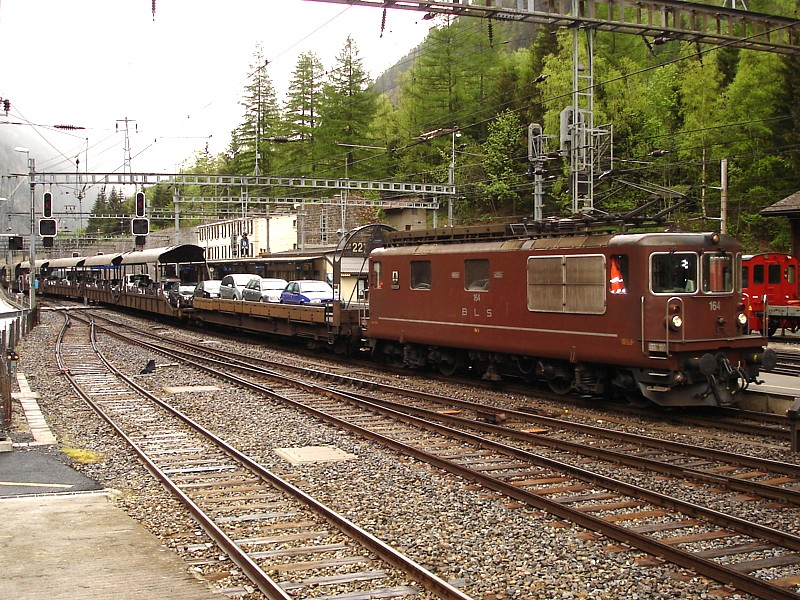
列車フェリーを牽引するRe425 164号機

ベルン-レッチュベルク-シンプロン鉄道Re425形電気機関車(ベルン-レッチュベルク-シンプロンてつどうRe425がたでんきかんしゃ)は、スイスの大手の私鉄であったベルン-レッチュベルク-シンプロン鉄道が導入し、現在ではその後身であるBLS AGおよびBLSカーゴで使用されている電気機関車である。

## 概要
アルプス越えルートの一つであるレッチュベルクルートを擁するベルン-レッチュベルク-シンプロン鉄道（Bern-Lötschberg-Simplon-Bahn（BLS））では、旧型のウエスティングハウス式クイル駆動のAe6/8形と、Ae4/4形、Ae8/8形を主力機関車として使用していたが、世界初の軽量高性能の全軸駆動機として成功したAe4/4形の増備・発展形として製造されたのが本機である。Bo'Bo'の車軸配置および高圧タップ切換制御とシリコン整流器により、高い曲線通過性能と、140t・6軸のAe6/8形と同等の27パーミルで600tの列車を牽引可能な最大334kNの牽引力と高い粘着性能を持つ、性能的には同時期に製造されたスイス連邦鉄道（スイス国鉄）Re420形を超える4軸・80tの強力機である。当初Ae4/4II形として試作機2両と量産機3両が製造されたが、その後1968年に台車の変更により最高速度と曲線通過性能を向上させ、Re4/4形と改称して引続き30両が増備され、現在ではUIC方式の新しい形式名であるRe425形となってBLS AGおよびBLSの貨物輸送部門であるBLSカーゴの所属となっている。なお、車体、機械部分、台車の製造をSLMが、電機部分、主電動機の製造をBBCが担当している。
各機体の機番と旧番（161-165のみ）、SLM製番、製造年、製造時所属、現所属、機体名（沿線の都市の名前など）は以下の通り
| - 161 - Ae4/4II 261 - 4452 - 1964年 - BLS - BLSカーゴ - Domodossola - 162 - Ae4/4II 262 - 4453 - 1964年 - BLS - BLSカーゴ - Court - 163 - Ae4/4II 263 - 4635 - 1967年 - BLS - BLSカーゴ - Grenchen - 164 - Ae4/4II 264 - 4636 - 1967年 - BLS - BLSカーゴ - Lengnau - 165 - Ae4/4II 265 - 4637 - 1968年 - BLS - BLSカーゴ - Moutier - 166 - 4804 - 1970年 - BLS - BLSカーゴ - Aeschi - 167 - 4805 - 1970年 - BLS - BLSカーゴ - Ausserberg - 168 - 4806 - 1970年 - BLS - BLSカーゴ - Baltschieder - 169 - 4872 - 1970年 - BLS - BLSカーゴ - Bönigen - 170 - 4873 - 1970年 - BLS - BLSカーゴ - Brig - Glis - 171 - 4874 - 1970年 - BLS - BLSカーゴ - Därligen - 172 - 4875 - 1970年 - BLS - BLSカーゴ - Eggerberg - 173 - 4876 - 1970年 - BLS - BLSカーゴ - Lötschental - 174 - 4894 - 1972年 - BLS - BLSカーゴ - Frutigen - 175 - 4895 - 1972年 - BLS - BLSカーゴ - Gampel - 176 - 4896 - 1972年 - BLS - BLSカーゴ - Hohtenn - 177 - 4897 - 1972年 - SEZ - BLSカーゴ - Zweisimmen - 178 - 4898 - 1972年 - GBS - BLSカーゴ - Schwarzenburg - 179 - 4899 - 1972年 - BN - BLSカーゴ - Bern - 180 - 4900 - 1972年 - BN - BLSカーゴ - Ville de Neuchâtel | - 181 - 5037 - 1974年 - BLS - BLS AG - Interlaken - 182 - 5038 - 1974年 - BLS - BLS AG - Kandergrund - 183 - 5039 - 1974年 - BLS - BLS AG - Kandersteg - 184 - 5040 - 1974年 - BLS - BLS AG - Krattigen - 185 - 5041 - 1974年 - BLS - BLS AG - Lalden - 186 - 5042- 1974年 - BLS - BLS AG - Leissigen - 187 - 5043 - 1974年 - BLS - BLS AG - Mund - 188 - 5044 - 1974年 - BLS - BLS AG - Naters - 189 - 5045 - 1974年 - BLS - BLS AG - Niedergesteln - 190 - 5222 - 1982年 - BLS - BLS AG - Raron - 191 - 5223 - 1982年 - BLS - BLS AG - Reichenbach - 192 - 5224 - 1982年 - BLS - BLS AG - Spiez - 193 - 5225 - 1982年 - BLS - BLS AG - Steg - 194 - 5226 - 1982年 - BLS - BLS AG - Thun - 195 - 5227 - 1982年 - BLS - BLS AG - Unterseen |

機体名/エンブレム一覧
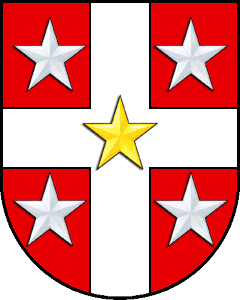
161号機 Domodossola
162号機 Court
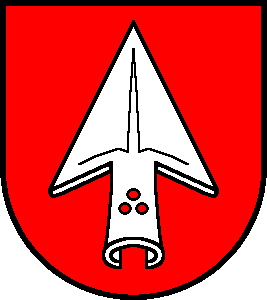
163号機 Grenchen
164号機 Lengnau
165号機 Moutier
166号機 Aeschi
167号機 Ausserberg
168号機 Baltschieder
169号機 Bönigen
170号機 Brig-Glis
171号機 Därligen
172号機 Eggerberg
173号機 Lötschental
174号機 Frutigen
175号機 Gampel
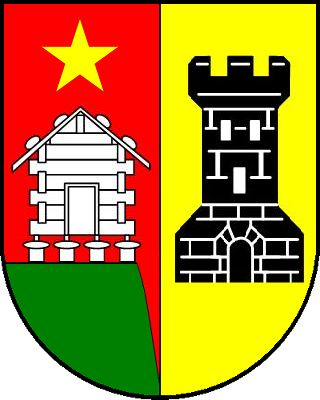
176号機 Hohtenn
177号機 Zweisimmen
178号機 Schwarzenburg
179号機 Bern
180号機 Neuchâtel
181号機 Interlaken
182号機 Kandergrund
183号機 Kandersteg
184号機 Krattigen
185号機 Lalden
186号機 Leissigen
187号機 Mund
188号機 Naters
189号機 Niedergesteln
190号機 Raron
191号機 Reichenbach
192号機 Spiez
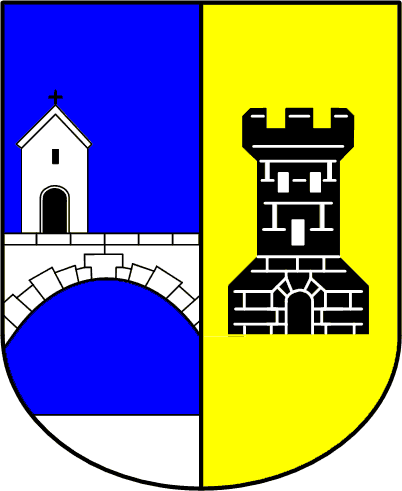
193号機 Steg
194号機 Thun
195号機 Unterseen

## 仕様

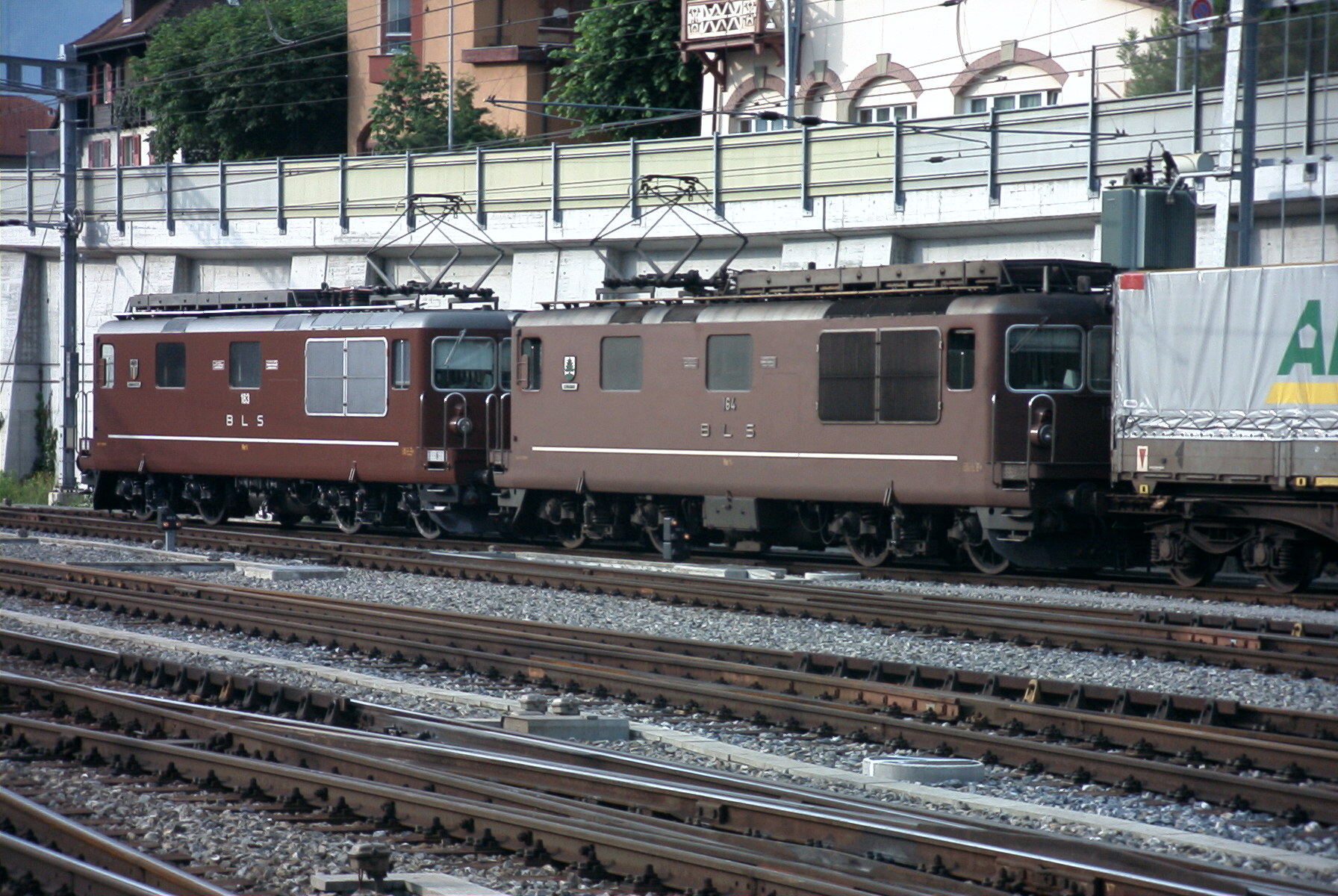
Re425 183号機と164号機の重連が貨物列車を牽引

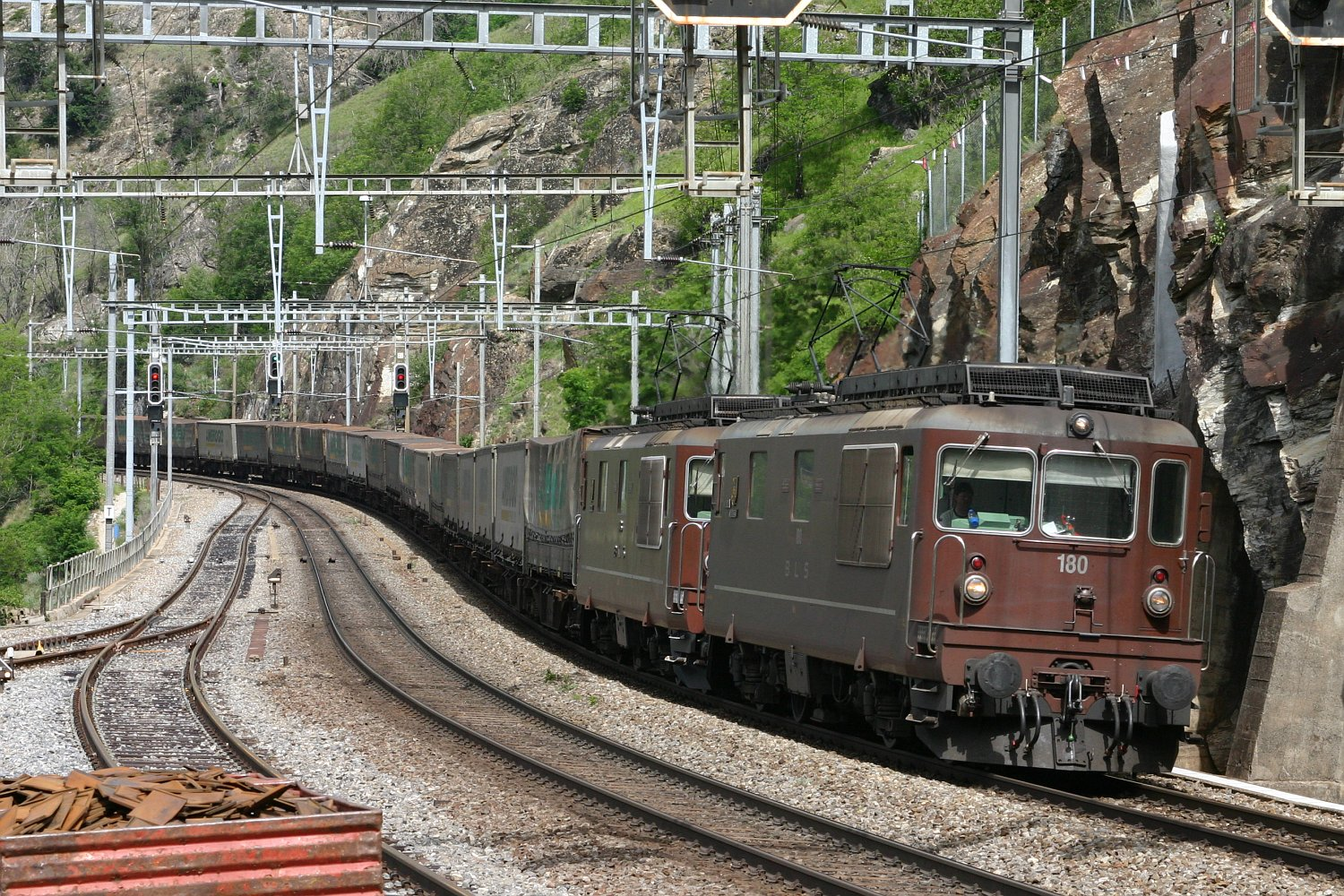
Re425 180号機との重連が貨物列車を牽引

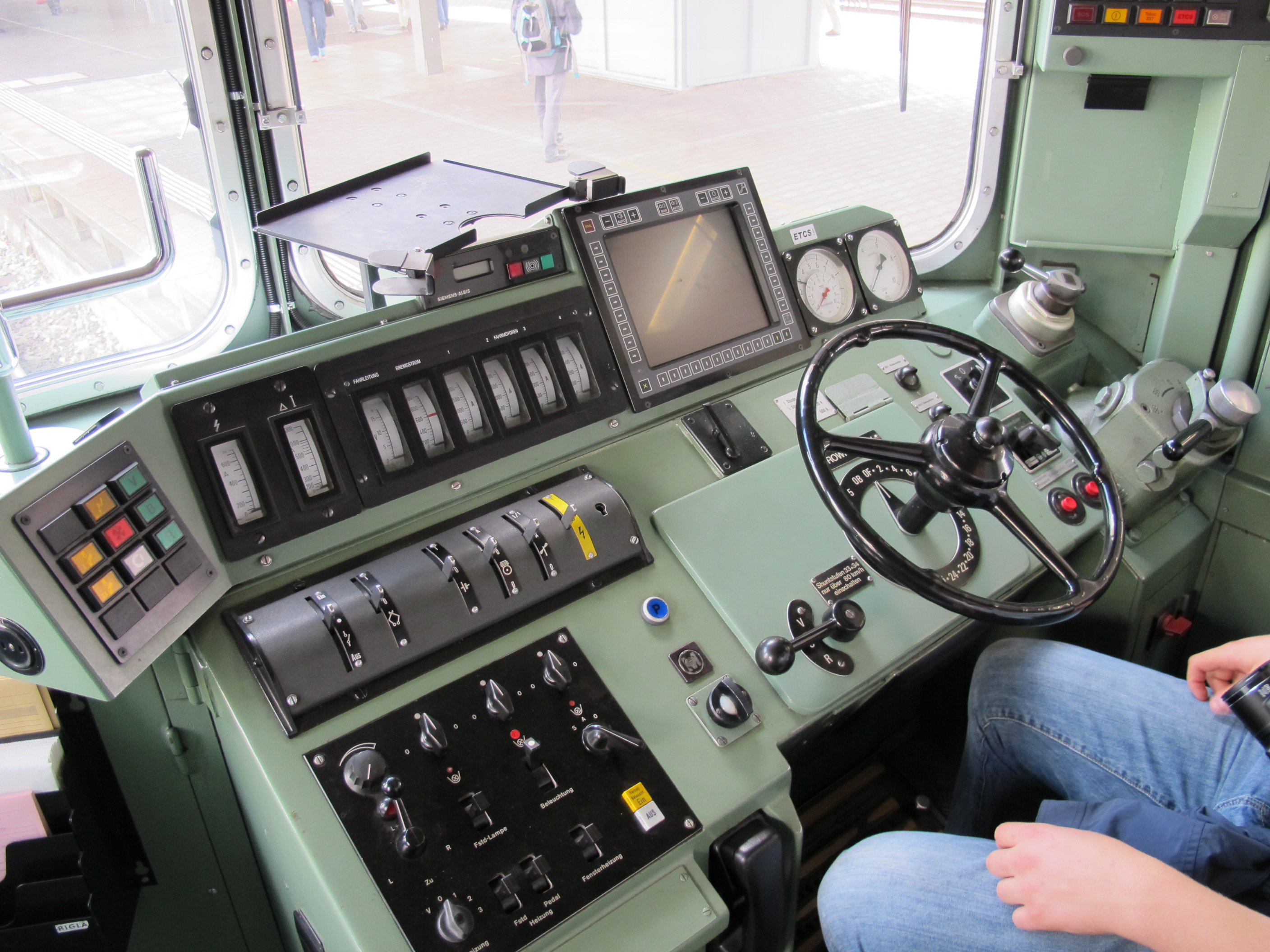
Re425 185号機の運転台、ETCS装備機は速度計、信号現示などが液晶ディスプレイに表示される

### 車体
- Ae6/8形以来のデッキ付で正面が丸みを帯びたデザインとなっており、正面は車体と一体となったデッキに2枚窓＋乗務員室扉の構成で、窓下部左右に大型の丸型前照灯とその上に標識灯を、屋根正面中央に小型の丸型前照灯を設置しており、側面は平滑で窓が2箇所と大型のルーバーが設置されている。連結器はねじ式連結器で丸型の緩衝器（バッファ）が左右、フック・リングが中央にあるタイプである。なお、この車体デザインは概略Ae4/4形と同等であるが、屋根が若干薄くなって正面窓が大きくなるとともに金属枠付の曲面ガラス化され、側面のルーバーが1箇所となるなどの差異がある。
- 屋根は肩部には空気取入口のルーバーが並び、片端にパンタグラフと開閉器、反対側には発電ブレーキ用の抵抗器が設置されている。なお、屋根はパンタグラフ・屋根上機器部分の取外しが可能な構造となっている。
- 台枠は鋼材を箱型に組んで構成されており、台車もその中にはまり込む形で装備され、両端部には複雑な形状のスカートが取付けられている。機器室はZ形に通路が配置され、中央に変圧器とタップ切換装置、シリコン整流器、変圧器用油ポンブ、冷却油とシリコン整流器用送風機を搭載し、台車上部を高床として主電動機用送風機、主変圧器用油冷却器などを設置している。
- 運転室は内開き式の正面扉から出入りして側面は下落し式の窓が設置されるのみで乗務員室扉のない構造となっており、ドイツで一般的な円形のハンドル式のマスターコントローラーと、反運転席側の側面窓には電動式のバックミラーが設置されている。なお、スイス国鉄の機体とは異なり、レーティッシュ鉄道の機体と同じ右側運転台となっている。
- 塗装
  - 車体塗装は茶色をベースとして、側面下部クロームの帯を取付け、デッキ手すりと正面窓枠が磨き出し、側面のルーバーとデッキのステップが銀色となっており、正面窓下と側面中央に機番の切抜文字が、側面中央の機番の下にBLS（もしくはSEZ、GBS、BN）の切抜文字が設置され、反運転席側運転室窓の後ろに機体名の機体名のエンブレムとプレートが設置されている。
  - 屋根上機器と屋根やミディアムグレーでルーバーのみ銀色、床下機器と台車、スカートはダークグレーである。
  - 側面の切抜文字とクローム帯が銀色の塗装となっている機体もある。

### 走行機器
- 制御方式は高圧タップ切換制御で制御した交流をシリコン整流器で直流に変換して直流複巻電動機を制御する方式で、Typ NO 32タップ切換器により力行はタップ切換32段と弱界磁3段、シリコン整流器はTyp DS 200/800シリコンダイオードを16個使用したもの、主電動機は4台永久並列接続である。
- 主変圧器は油冷式のラジアル積層コアトランスで入力15kV、出力は走行用はタップ切換による0-1270Vが2組、列車暖房用1046V、補機駆動用232/194/136/116/97Vで容量は列車暖房用530kVA、補機駆動用140kVAである。シリコン整流器と主変圧器油の冷却はファンによる強制通風式で車体中央肩部のルーバーから冷却気を吸入する。
- ブレーキ装置は電気ブレーキを外部電源より他励界磁を制御する発電ブレーキとして屋根上にブレーキ用抵抗器を搭載しているほか、空気ブレーキ、手ブレーキを装備し、基礎ブレーキ装置は両抱き式である。
- 主電動機は1245kW、最大出力1656kWのBBC製Typ GRLM 763直流複巻電動機 を4台搭載し、1時間定格牽引力226kN、最大牽引力334kNの性能を発揮する。冷却は台車毎の2台のファンによる強制通風式で、冷却気は車体側面のルーバーとその上の屋根肩部のルーバーから吸入されて主電動機へ導かれる。
- 台車は軸距2800mm、車輪径1260mmの鋼板溶接組立式台車で、前後の台車をリンクで接続し、曲線区間での台車変位を均等なものとしてレールとの横圧を減らす方式としているほか、各軸に2×6mmの横動量が設けられている。
- 軸箱支持方式は円筒案内式、軸バネはコイルバネ、枕バネはコイルバネ＋オイルダンパとしているほか、牽引力は車体と主電動機下部を連結する牽引棒で伝達される方式で、牽引点高さをレール面上165mmと低いものとしている。また、牽引時の軸重移動の補償用に車体に設置したエアシリンダーと台車前部をリンクで接続し、列車の先頭軸に荷重をかける機構を設置している。
- 主電動機は台車枠に装荷されてクイル式の一種であるBBCのスプリングドライブ式の駆動装置で動輪に伝達される方式となっている。
- そのほか、パンタグラフは189号機までは菱形のTyp 350/2、190号機以降はシングルアーム式のものをそれぞれ1台搭載、主開閉器はTyp DBTFの空気式、補機類は主電動機送風機2台は交流194Vもしくは97Vを直流に整流して駆動、整流器送風機1台は交流194Vを直流に整流して駆動しているほか、交流194V駆動の発電ブレーキ用励磁装置、交流232V駆動のオイルポンプとオイルクーラー送風機各1台と蓄電池などを搭載している。

### 改造
- Ae4/4II 261-265号機の台車は当初軸箱の横動量がなく、枕バネがゴムブロック式であったが、1968年以降に順次台車の改造を行い、軸箱の変更により各軸に左右6mmの横動量を設定し、枕バネをゴムブロックからコイルバネとオイルダンパに交換し、曲線通過性能と最高速度を向上させている。
- また、261-265号機は当初主電動機出力を約12%抑制していたが、後に通常の出力に戻されている。
- 1970年製造分より速度種別を"A"から"R"に変更してRe4/4に形式変更し、機番も166号機からとしており、併せて従来の261-265号機を161-165号機に改番している。
- 161号機は1968年に制御装置を交換してBBCによるサイリスタ位相制御の試験機となって各種試験を行い、1969年夏にはオーストリア連邦鉄道でも走行試験を行っている。なお、本機の試験結果はオーストリア連邦鉄道の1044形やレーティッシュ鉄道のGe4/4II形に反映されている。
- レッチュベルクベーストンネルルートの開業に伴い、170-190号機に対しETCS[11] Level 2など同ルートでの運用に対応する保安装置の搭載が行われ、運転台にETCSおよびGSM-R[12]からなるERTMS[13]に対応した統合表示装置として2基の液晶ディスプレイが設置されている

### 主要諸元
- 軌間：1435mm
- 電気方式：AC15kV 16.7Hz 架空線式
- 最大寸法：全長15470mm（161-173号機15100mm）、全幅2950mm、全高4500mm（パンタグラフ折畳時）、屋根高3800mm
- 軸配置：Bo'Bo'
- 軸距：2800mm
- 台車中心間距離：8000mm
- 自重：80t（電機部分40.3t、機械部分39.7t）
- 走行装置
  - 主制御装置：高圧タップ切換制御、弱界磁制御、シリコン整流器による直流変換
  - 主電動機：Typ GRLM 763直流複巻整流子電動機×4台（1時間定格出力：1245kW、最大出力：1656kW、最大電圧1030V）
  - 減速比：3.346
- 牽引力
  - 牽引力：226kN（1時間定格出力、77.6km/h）、334kN（最大）、76kN（最高速度時）
  - 牽引トン数：2000t（平坦線）、1020t（16パーミル）、630t（27パーミル、80km/h）
- 最高速度：140km/h（1968年以前は125km/h）
- ブレーキ装置：発電ブレーキ、空気ブレーキ、手ブレーキ
- 発電ブレーキ出力：1200kW（連続定格）

## 運行
- 試作機のAe4/4II 261号機は1964年12月17日から試運転が開始され、27パーミルの勾配おいてさまざまな環境下で最大700tを牽引できることを確認した後、翌1965年から実際の運用に就いている。
- ベルンとブリーク間のレッチュベルクルート（レッチュベルクトンネル）を越える貨物列車、旅客列車に使用され、列車フェリーの牽引にも使用され、増備につれて旧型のAe6/8形を置換えている。なお、27パーミル区間では単機では最大630t、重連では1300t、後補機付の3重連では1980tを牽引している。
- 177-180号機はBLSグループのSEZ、GBS、BNに投入され、各線で使用されていたが、BLSレッチュベルク鉄道への統合により全機が共通で使用されるようになった。
- 1990年代にRe460形やRe465形とEW IV形客車によるシャトルトレインが旅客列車に使用されるようになったり、Re425形の重連総括制御機能がSystem IIIdに対応していないため、スイス国鉄から2004年に購入したEW III客車によるシャトルトレインを同時にスイス国鉄から購入したRe420.5形[14]が牽引することとなったりしたため、旅客会社のBLS所属機体も貨物列車での運用が増加している。
- 2001年のBLSカーゴの設立の後、2007年のレッチュベルクベーストンネルの開業、2008年からの従来のレッチュベルクルートへのRABe535形電車（通称Lötschberger）の導入に伴い、本形式のうちETCS level2搭載機はスイス北部のバーゼル方面からレッチュベルクベーストンネルを経由してシンプロントンネル方面へ抜ける貨物列車の牽引を主な運用としており、BLS路線のほかスイス北部を中心としたスイス国鉄路線でも運用されている。なお、BLSカーゴは2013年までは同社の主要株主の一つであるDBカーゴとともにゴッタルドトンネルを通過するゴッタルドルートでの貨物輸送も行っていたが、本形式も一部機体がこちらで運用されている。旅客列車としてはツヴァイジンメン - インターラーケン・オスト間[15]のゴールデンパス・エクスプレスの牽引に主に使用されているほか、従来から引続き、峠を越える幹線道路のないレッチュベルク峠をレッチュベルクトンネルで短絡する、カンダーシュテーク - ゴッペンシュタイン間の列車フェリーの牽引にも使用されている。
- 2012年頃より、スイス東部グラウビュンデン州に路線を持つスイス最大級の私鉄であるレーティッシュ鉄道にスイス国鉄からフェルスベルグへ乗入れるハイネケンの貨物列車の牽引にも使用されている。レーティッシュ鉄道は軌間1000mm、電化方式AC11kV 16.7Hzであるが、クール - ドマ/エムス間6.28kmは1959年から複線のうち片側を1435mmとの三線軌条として沿線の工場の専用線への貨物列車がスイス国鉄から乗入れている。
- 2007年の事故により187号機が廃車となったほか、2011年に161号機、その後164号機が廃車となっている。

## 参考資料
- E. Koccher, E.Isler, A.Fehr 『Die Gleichrichter-Locomotiven Ae 4/4 II Nr. 261 und 262 der Berner Alpenbahn-Gesellschaft Bern-Lötschberg-Simplon(BLS)』 「Brown Boveri Mitteilungen （September/Oktober 1965)」
- Patrick Belloncle, Rolf Grossenbacher, Christian Müller, Peter Willen 「Das grosse Buch der Lötschbergbahn Die BLS und ihre mitbetriebenen bahnen SEZ, GBS, BN」 （Viafer） ISBN 3-9522494-1-6
- Claude Jeanmaire 「Die elektrischen und Dieseltriebfahrzeuge Schweizerischer Eisenbahn Die Berner Alpenbahn-Gesellschaft (BLS)」 （Verlag Eisenbahn） OCLC 711794591
- Hans-Bernhard Schönborn 「Schweizer Triebfahrzeuge」 （GeraMond） ISBN 3-7654-7176-3
- Cyrill Seifert 「Loks der BLS AG seit 1906」 （transpress） ISBN 3-613-71451-5